# Margareten (Wiener Bezirksteil)

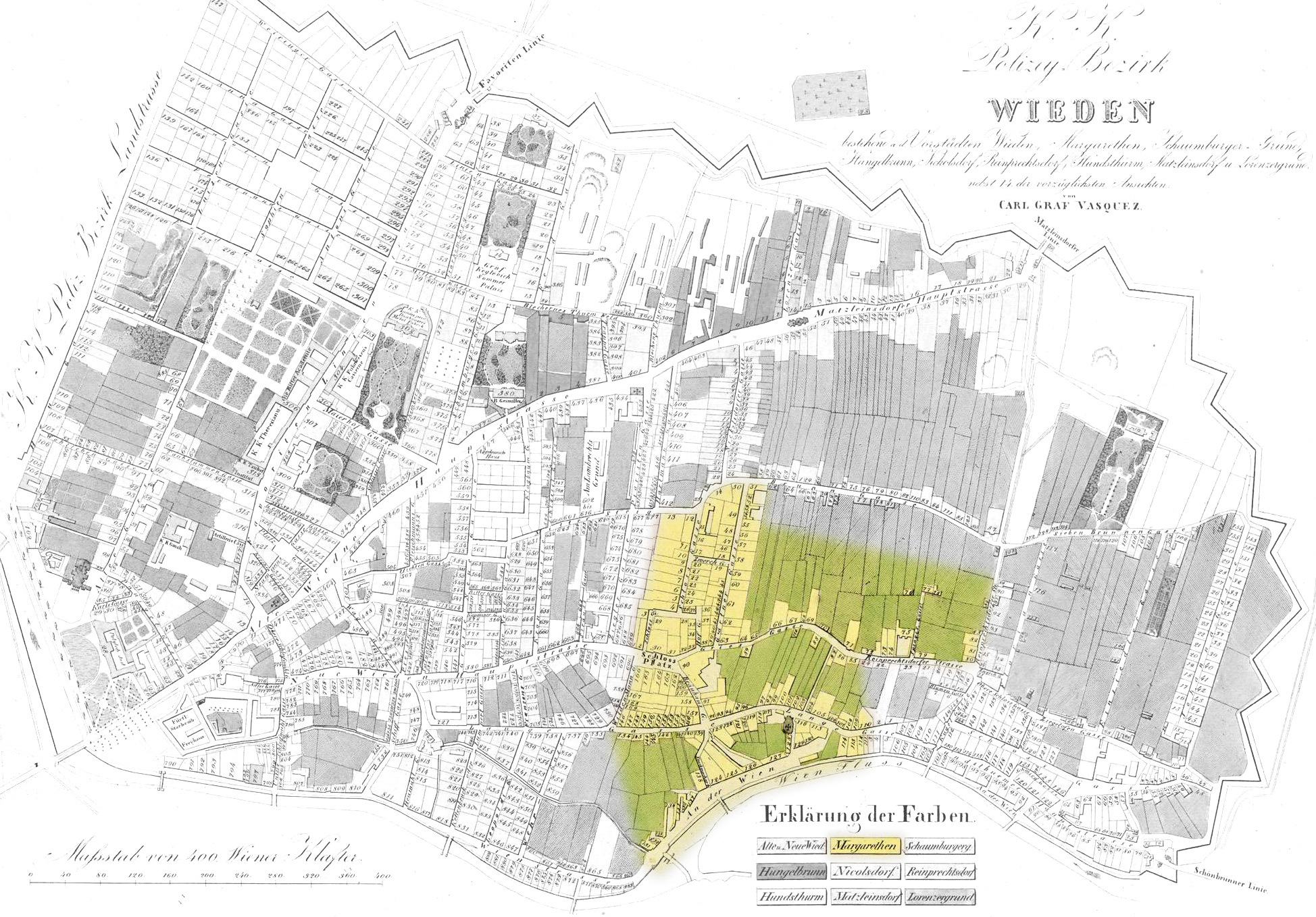
Margareten um 1830

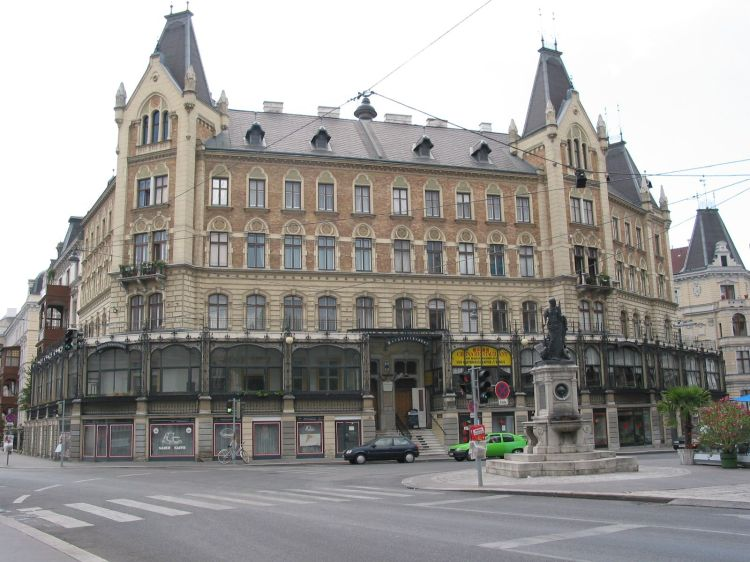
Margaretenhof

Margareten ist ein Stadtteil im 5. Wiener Gemeindebezirk Margareten. Der Ort, aus dem dieser Stadtteil hervorging, war der Namensgeber für den Bezirk. Der Teil rund ums ehemalige Margaretner Schloss mit dem Bereich entlang von Pilgramgasse und Schönbrunner Straße bildet die von der Stadt Wien definierte bauliche Schutzzone Margareten.

## Geschichte
1373 wird Margareten erstmals als Margaretner Gutshof (am heutigen Margaretenplatz) erwähnt. Der um diesen Gutshof im heutigen Bereich Margaretenplatz – Hofgasse – Schlossgasse entstandene Gutsweiler bildete den Ausgangspunkt für die Entwicklung der Vorstadt. Zwischen 1388 und 1395 erfolgt der Bau einer der heiligen Margareta von Antiochia geweihten Kapelle, die der Vorstadt und dem späteren Bezirk Margareten ihren Namen gab. Die Finanzierung dafür erfolgte durch eine Stiftung von Rudolf von Tirna, dem Besitzer des Margaretner Hofes. Der Hof wechselte in der Folge mehrmals den Besitzer, bis ihn Nikolaus Olaho, Erzbischof von Gran, 1555 käuflich erwarb. Olai ließ den Hof und die Kapelle teilweise neu erbauen und legte einen großen Schlossgarten an. Des Weiteren berief er Siedler nach Margareten und gründete südlich seines Hofes Nikolsdorf. In beiden Türkenkriegen (1529 und 1683) wurde der Gutshof und die Siedlung zerstört und wieder aufgebaut.

Um 1725 entwickelte sich der rechteckige Margaretenplatz vor dem Schloss. Um 1727 wurde von Graf von Sonnau die Vorstadt Margareten an die Gemeinde Wien verkauft. In weiterer Folge wurden die ausgedehnten Gartengründe sukzessive zu einem dicht besiedelten Gebiet verbaut.
Der Margaretenplatz als historisches Zentrum von Margareten wurde durch den 1835–1836 erbauten Margaretenbrunnen verschönert. Auf dem Sockel des Brunnens findet sich eine modellierte Statue der über den Drachen triumphierenden heiligen Margareta, der Namensgeberin der Vorstadt. Im Zuge der Regulierung des Margaretenplatzes wurde der Brunnen 1886 um 20 Meter nach Südwesten versetzt und erhielt seinen heutigen Standort.
Im Westen wird der Platz vom 1884–1885 anstelle eines Brauhauses errichteten Margaretenhof umrahmt. Der schlossartige Komplex nimmt eine außerordentlich wichtige städtebauliche Stellung im Bezirk ein. Historisch gesehen stellt er den symbolhaften Nachfolgebau des alten, heute nur mehr in Bruchstücken existierenden Margaretner Schlosses (Margaretenplatz 2, 3) dar. Die große Wohnanlage mit dem straßenartig gestalteten Innenhof ist ein frühes Beispiel für städtische Wohnbauten, die sich in Wien erst durch die Gemeindebauten entfalten konnten.
Die Eingemeindung erfolgte im Jahre 1850 als Teil des neuen 4. Bezirkes Wieden. Im Jahre 1862 wurde Margareten dem neuen, gleichnamigen 5. Bezirk Margareten zugeteilt.

## Persönlichkeiten
- Adam Schreck (1796–1871), Augustinerchorherr

## Alte Ansichten

Alte Ansichten von Margareten (Bezirksteil)
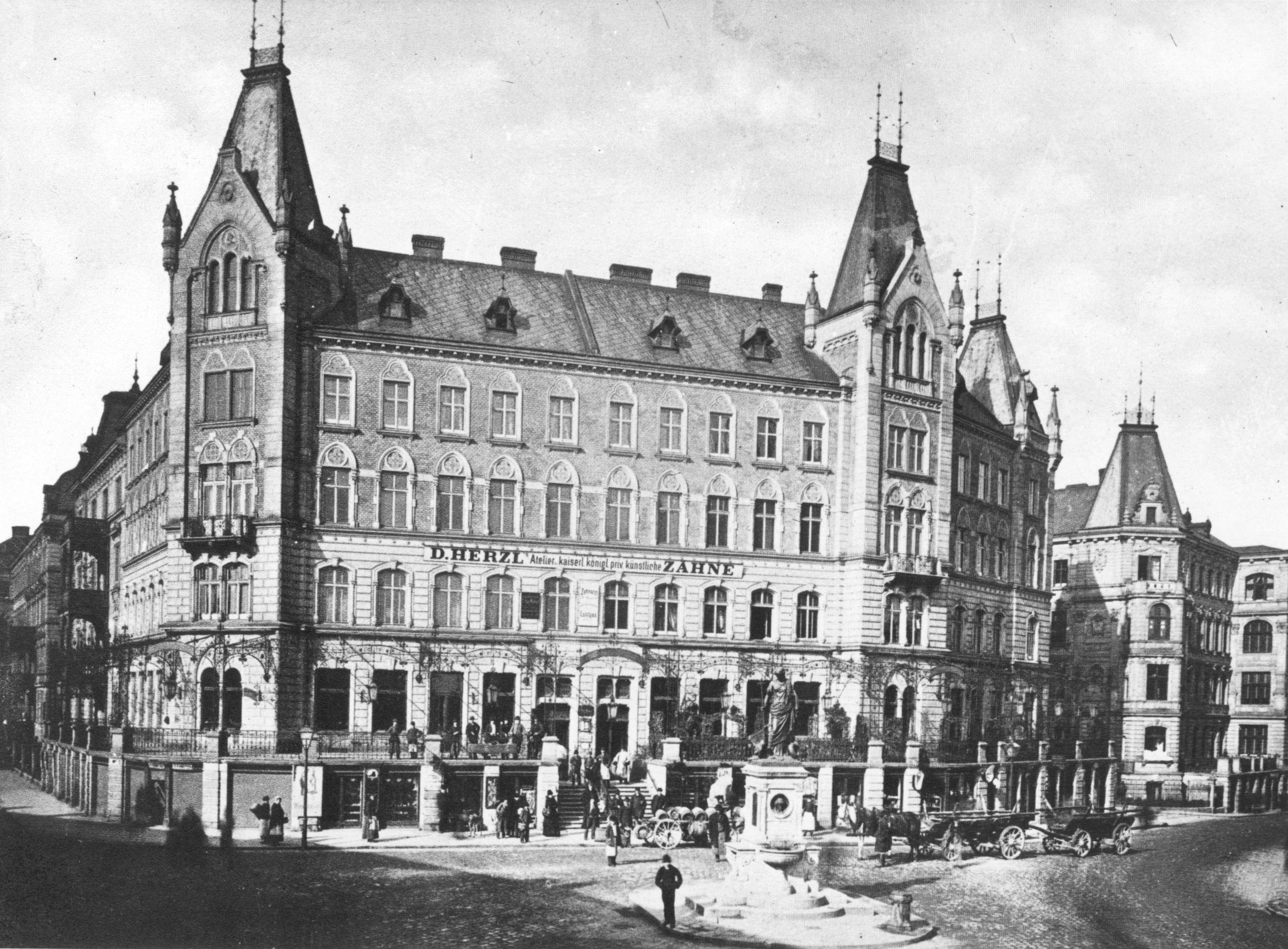
Der Margaretenhof um 1900
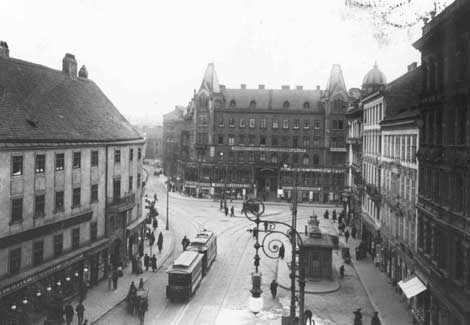
Der Margaretenplatz mit dem Margaretenhof
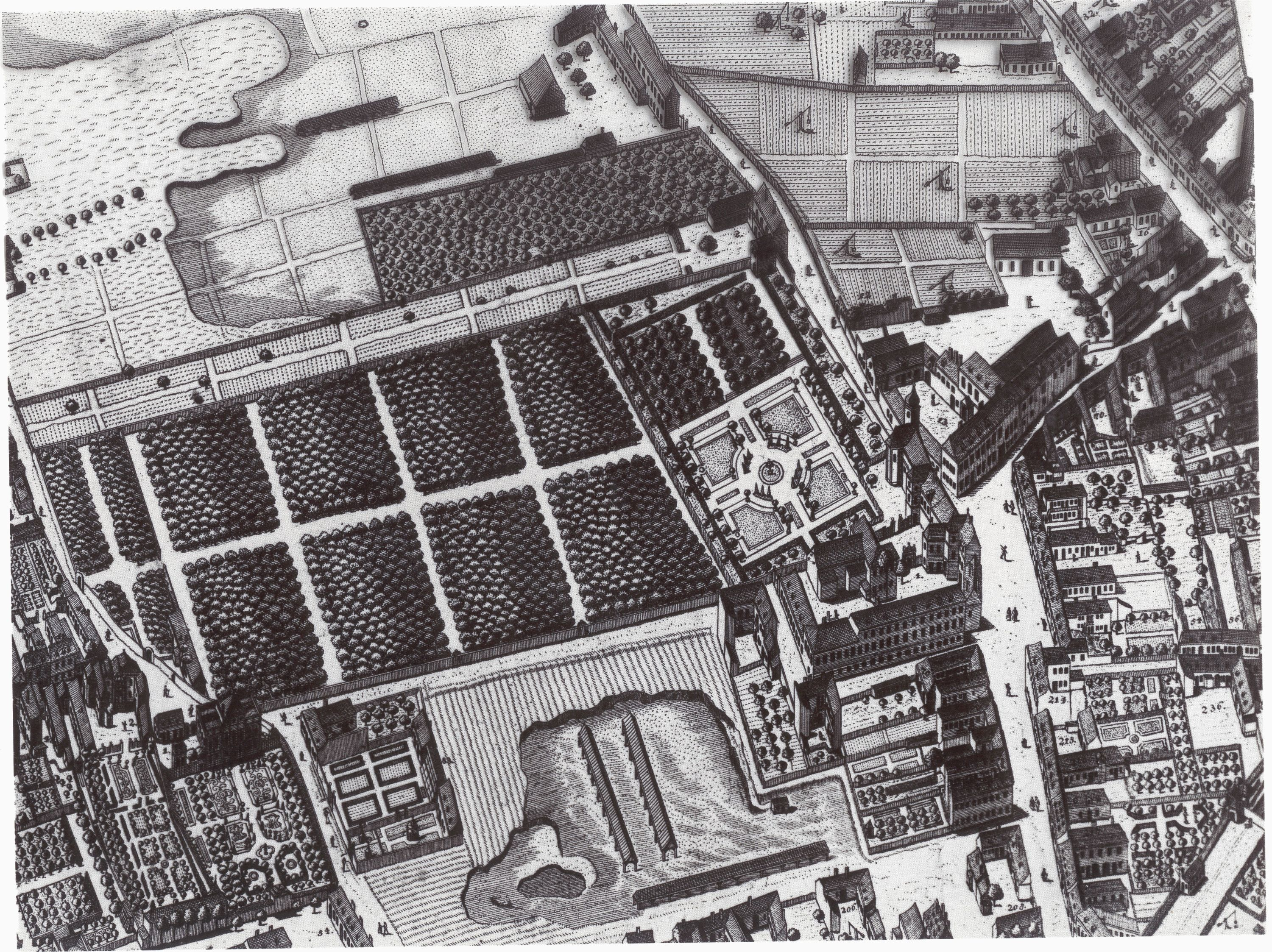
Der Platz um das Schloss in früheren Zeiten
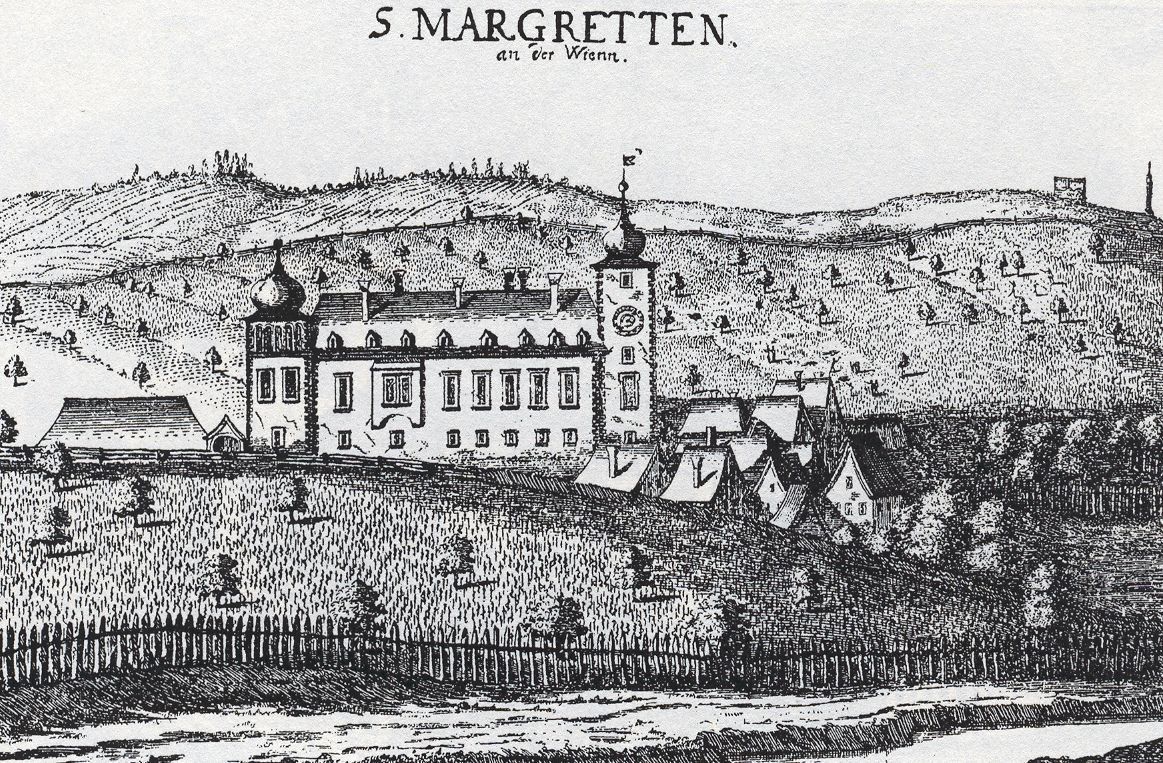
Das Schloss Margareten um 1672